# 掌楽院
掌楽院（チャンアグォン）は、李氏朝鮮の朝廷で儀式などでの音楽の演奏を担当する部署。現在の韓国国立国楽院に相当する。
1457年11月1日の楽制改革で翌年の7月2日に既存の雅樂署と典樂署を統合する形で設立された。
日本では韓国時代劇の字幕などで「チャンアゴン」と書かかれることが多いが、実際は「チャンアグォン」の方が朝鮮語の発音、および表記として正しい。
官職は以下の通りである。

## 構成
- 提調（チェジョ）（従一品）：掌楽院の長官
- 正（チョン）（従三品堂下）
- 僉正（チョムジョン）（従四品）
- 典楽（正六品）
- 主簿（チュブ）（従六品）
- 副典楽（従六品）
- 典律（正七品）
- 直長（チクチャン）（従七品）
- 副典律（従七品）
- 典音（チョンウム）（正八品）
- 副典音（従八品）
- 典声（正九品）
- 副典声（従九品）